# Безпалько Ольга Володимирівна
О́льга Володи́мирівна Безпа́лько (нар. 14 листопада 1962, м. Дегтярськ Свердловської області, РРФСР — 19 грудня 2017, Київ) — український педагог, директор Інституту людини Київського міського педагогічного університету імені ім. Б. Д. Грінченка (2008—2017 рр.), доктор педагогічних наук (2007), професор кафедри соціальної педагогіки і соціальної роботи.

## Навчання
У 1982 р. вона закінчила з відзнакою Прилуцьке педагогічне училище імені І. Я. Франка за спеціальністю «Початкове навчання».
А у 1987 році Київський державний педагогічний інститут імені О. М. Горького за спеціальністю «викладач-дослідник з педагогіки і психології».
З 1995 по 1997 роки навчалась в аспірантурі кафедри соціальної педагогіки НПУ імені М. П. Драгоманова. У 1997 р. захистила дисертації на здобуття наукового ступеня кандидата педагогічних наук за спеціальністю 13.00.01 «Формування готовності студентів педвузу до проектування організаційних форм виховної діяльності».
Через десятиріччя у 2007 році О.Безпалько захистила дисертацію на здобуття наукового ступеня доктора педагогічних наук за спеціальністю 13.00.05 «Теорія і практика соціально-педагогічної роботи з дітьми та учнівською молоддю в територіальній громаді». Наукова тема: «Формування ключових особистісно-професйних компетентностей та профільних компетенцій майбутнього соціального педагога у вищій школі».

## Трудова діяльність
З 1987 році вона почала працювати у Київському державному педагогічному інституті імені О. М. Горького (нині — Національний педагогічний університет імені М. П. Драгоманова) — викладачем кафедри соціальної педагогіки .
У 1997 році О.Безпалько була призначена старшим викладачем, а у 2000 році — доцентом кафедри соціальної педагогіки Національного педагогічного університету імені М. П. Драгоманова.
У 2007 році перейшла на роботу до Київського університету імені Бориса Грінченка, де рік (до 2008 р.) працювала завідувачкою кафедри соціальної педагогіки та корекційної освіти.
У 2008 році вона перейшла на посаду директора Інституту психології і соціальної педагогіки Київського міського педагогічного університету імені ім. Б. Д. Грінченка. Але продовжувала працювати професором кафедри соціальної педагогіки і соціальної роботи, викладала дисципліни «Соціальна педагогіка», «Актуальні проблеми соціально-педагогічної діяльності». У 2013 році цей заклад було перейменовано в Інститут людини.

## Наукова діяльність
О.Безпалько досліджувала проблеми соціально-педагогічної роботи з дітьми та учнівською молоддю в різних соціальних інституціях територііальної громади.
Здійснювала наукове керівництво соціально-педагогічними дослідженнями магістрантів і аспірантів.

### Наукові праці
О.Безпалько — автор понад 100 наукових праць з проблем соціального виховання та соціальної педагогіки, у тому числі співавтор 12 підручників та навчально- методичних посібників, автор навчальних посібників «Соціальна педагогіка в схемах і таблицях», «Соціальна робота в громаді», які рекомендовані Міністерством освіти і науки України.
- Соціальна робота в Україні / Звєрєва І. Д., Безпалько О. В., Лактіонова Г. М. та ін. / За заг. ред. І. Д. Звєрєвої, Г. М. Лактіонової. — К: Центр навчальної літератури, 2004. — 256 с. (авт.: С. 5-14, 68-73).
- Діагностика соціальної роботи як умова успішного її функціонування // Соціальна робота: технологічний аспект. Навч. посіб. / За ред. А. Й. Капської. — К.: ДЦССМ, 2004. — С. 73-82.
- Безпалько О. В. Соціальна робота в громаді. — К.: Центр навчальної літератури, 2005. — 176 с.
- Соціальна педагогіка / За ред. проф. А. Й. Капської. — К.: Центр навчальної літератури, 2006. — 468 с. (авт.: С. 67-74, 187—195, 244—257, 370—383).
- Соціальна педагогіка: теорія і технології / За ред. І. Д. Звєрєвої. — К.: Центр навчальної літератури, 2006. — 316 с. (авт.: С.72-84, 120—130, 140—147).
- Покращення якості соціальних послуг дітям та сім'ям в громаді / За заг. ред. О. В. Безпалько. — К.: Наук. світ, 2006. — 80 с. (авт.: С. 12-19, 37-40, 73-76).
- Інтегровані соціальні служби: теорія, практика, інновації: Навч.-метод. комплекс / Авт.-упоряд.: О. В. Безпалько, І. Д. Звєрєва, З. П. Кияниця та ін./ За заг. ред. І. Д. Звєрєвої, Ж. В. Петрочко. — К.:Фенікс, 2007. — С.157-169.
- Безпалько О. В. Мобілізація ресурсів громади щодо підтримки сімей із дітьми / О. В. Безпалько // Інтегровані соціальні служби: теорія, практика, інновації: навч.-метод. комплекс: [навч.-метод. посіб. для вищ. навч. зал.] / [ О. В. Безпалько, І. Д. Звєрєва, З. П. Кияниця та ін.] ; за заг. ред. І. Д. Звєрєвої, Ж. В. Петрочко ; М-во освіти і науки України, М-во України у справах сім'ї, молоді та спорту, Представництво благодійної організації «Кожній дитині» в Україні. — К. : Фенікс, 2007. — С. 157—169.
- Соціальна педагогіка: мала енциклопедія / О. В. Безпалько, Звєрєва І. Д., Харченко С. Я. та ін. За ред. проф. І. Д. Звєрєвої — К.: Центр учбової літератури, 2008. — С.42-44, 219—130, 217—219, 222—224, 248—249,256-260, 265—268, 323—331
- Безпалько О. В. Соціальна педагогіка: схеми, таблиці, коментарі. Навч. посіб. — К.: Центр учбової літератури, 2008. — 208 c.
- Основи громадського здоров'я: теорія і практика. Навч.-метод. посіб. / За заг. ред. О. В. Безпалько. — Ужгород, 2008. — 322 с.
- Безпалько О. В. Соціальна педагогіка: схеми, таблиці, коментарі. — Навч. посіб. — К.: Центр учбової літератури, 2008. — 208 c.
- Запобігання інституціалізації дітей раннього віку. Інноваційні технології соціальної роботи з профілактики відмов від новонароджених дітей: Метод. посіб. / Автори- упоряд. Алєксєєнко Т. Ф., Безпалько О. В., Бервено Н. О., Петрочко Ж. В. та ін.; За заг. ред. І. Д. Звєрєвої, Петрочко Ж. В. — К.: Століття, 2008. — 224 с. (авт.: С. 95-99; 187—191).
- Школа повного року навчання: теорія і практика: наук-метод. посіб. / О. В. Безпалько, Л. М. Гриневич, О. Б. Жильцов; за заг. ред. В. О. Огнев'юка, Л. Л. Хоружої. — К.: КМПУ ім. Б. Д. Грінченка, 2008. — 176 с. (авт. С.7-15, 29-43, 53-62).
- Безпалько О. В. Оцінка потреб громади у сфері здоров'я / О. В. Безпалько // Основи громадського здоров'я: теорія і практика: навч.-метод. посіб. / за заг. ред. О. В. Безпалько. — Ужгород: ВАТ «Патент», 2008. — С. 79–104.
- Безпалько О. В. Соціальна педагогіка: схеми, таблиці, коментарі: навч. посіб. [для студ. вищ. навч. закл.] / О. В. Безпалько. — К.: Центр учбової літератури, 2009. — 208 с.
- Безпалько О. В. Дитячі громадські організації в системі соціального виховання// Вісник психології і соціальної педагогіки [Електронний ресурс]: Зб. наук. праць. — Випуск 1. — К., М., 2009. — Режим доступу до збірника: www.psyh.kiev.ua
- Безпалько О. В. Наукові дослідження у галузі соціальної педагогіки (результати моніторингу 2007—2009 рр.)// Вісник психології і соціальної педагогіки [Електронний ресурс]: Зб. наук. праць. — Випуск 2. — К., М., 2010. — Режим доступу до збірника: www.psyh.kiev.ua

## Громадська робота
О.Безпалько працювала членом робочих груп Державної соціальної служби для сім'ї, дітей та молоді, консультантом, тренером та експертом у соціальних проектах міжнародних неурядових організацій (ПРООН ЮНЕЙДС, ЮНІСЕФ, Український фонд «Благополуччя дітей», Представництво
благодійної організації «Кожній дитині» в Україні, Представництво благодійної організації «Надія і житло для дітей» в Україні), які
реалізовувалися за підтримки Міністерства освіти і науки України, Міністерства України у справах сім'ї, молоді та спорту.

## Нагороди
- знак «Відмінник освіти» (2002);
- знак «За активну громадську діяльність» Міністерства України у справах сім'ї, молоді та спорту (2006);
- Грамота Міністерства освіти і науки України.
- Подяка міського голови м. Києва (2008).